# Klaus Koglin
Klaus Koglin ist ein deutscher Ingenieur und Leiter Technologie-Entwicklung bei der Audi AG, Ingolstadt.

## Leben und Wirken
Klaus Koglin schloss 1975 sein Studium an der Technischen Universität Magdeburg auf dem Gebiet der Antriebstechnik als Dipl.-Ing. ab. Er arbeitete dort von 1975 bis 1985 als wissenschaftlicher Mitarbeiter. Im Jahr 1986 wurde er zum Dr.-Ing. promoviert mit einer Arbeit aus dem Gebiet der hydrostatischen Antriebe. In den Jahren von 1985 bis 1991 war er im Bereich Wissenschaftsorganisation an der TU Magdeburg tätig und war Hochschullehrer auf dem Gebiet Hydraulik und Pneumatik.
Ab 1991 war er bis 1994 Planer für Fertigungstechnologien Aluminium im Werk Neckarsulm der Audi AG. Von Januar 1995 bis November 2002 Leiter der Abteilung Fertigungstechnik Aluminium des Werks Neckarsulm der Audi AG. Seit Dezember 2008 ist er Leiter Technologie-Entwicklung der Audi AG.

## Auszeichnungen
Im Dezember 2011 erhielt Klaus Koglin den Doors & Closures Innovation Award vom Präsidium des „Automotive Circle International“  für die Konstruktion und Entwicklung der vollgepressten Aluminium-Systemtüren des Audi A6. Die Türen sind bei diesem Fahrzeug mehr als 20 Kilogramm leichter als beim Vorgängermodell. Die Jury lobte die Umsetzung anspruchsvoller Designvorgaben in einem Leichtbaumaterialmix und den Einsatz neuer Testmethoden. Durch Heranziehen von Simulationswerkzeugen konnte trotz reduzierten Materialeinsatzes eine höhere Steifigkeit erreicht werden.